# Dendrobium infundibulum
Dendrobium infundibulum är en orkidéart som beskrevs av John Lindley. Dendrobium infundibulum ingår i släktet Dendrobium, och familjen orkidéer. Inga underarter finns listade i Catalogue of Life.

## Bildgalleri

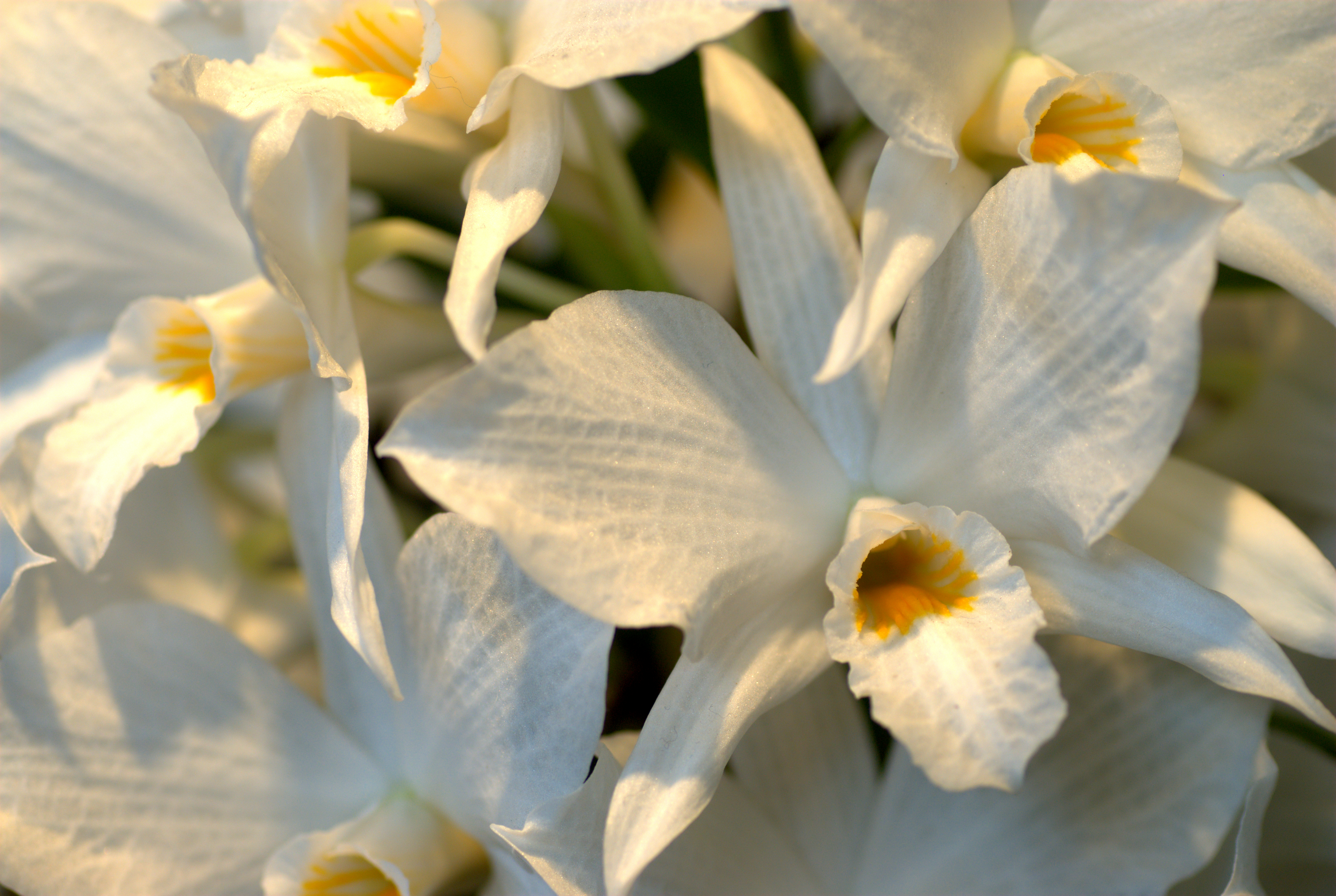
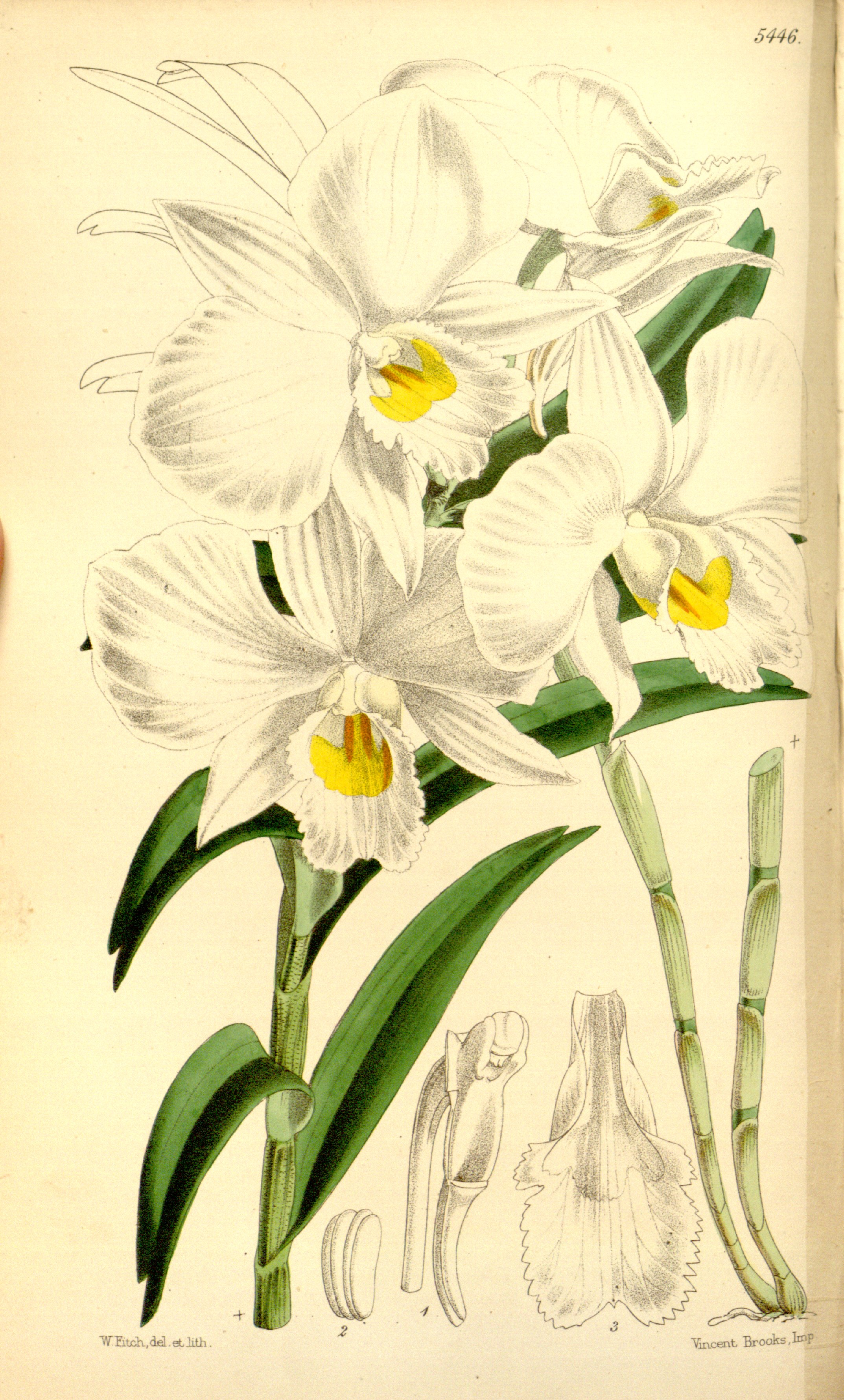